# Leichtathletikgemeinschaft Zusam
Die Leichtathletikgemeinschaft Zusam oder kurz LG Zusam ist eine Leichtathletikgemeinschaft aus Nordschwaben in Bayern.

## Geschichte
Die LG Zusam wurde 1977 gegründet und ist ein Zusammenschluss der Leichtathletikabteilungen der Vereine TSV Lauterbach 1969 e.V. und TSV Wertingen 1862 e.V. Namensgeber ist der Fluss Zusam, der die beiden Orte Wertingen und Lauterbach durchfließt. Aufgrund der fehlenden Kunststoff-Rundbahn konzentriert sich die LG Zusam auf die Ausrichtung von Crosslaufveranstaltungen. So wurden neben mehreren Meisterschaften auf Kreis- und Bezirksebene auch bereits fünfmal die Bayerischen Crosslaufmeisterschaften ausgetragen und einmal, 1986, die Deutschen Crosslaufmeisterschaften in der Gemeinde Buttenwiesen.

### Erfolge
- Tobias Gröbl gewann im Trikot der LG Zusam bei den Deutschen Leichtathletik-Meisterschaften 2012 in der Disziplin Crosslauf.[1][2]
- Bernhard Gottschalk siegte in der Altersklasse M55 bei den Deutschen Leichtathletik-Meisterschaften 2014 im Marathonlauf.
- Bettina Sattler errang in der Altersklasse W40 bei den Deutschen Leichtathletik-Meisterschaften 2015 den Titel im Crosslauf.[3]
- Tobias Gröbl gewann in der Altersklasse M35 die Deutsche Leichtathletik-Meisterschaften 2020 den Titel im Crosslauf.[1][2]
- 2023 siegte Tobias Gröbl in der Altersklasse M40 bei der Deutschen Meisterschaft im 10-km-Straßenlauf.
- Beim 56. Internationalen Silvesterlauf Gersthofen 2023 siegte Tobias Gröbl zum achten Mal.
- Tobias Gröbl gewann in der Altersklasse M40 die Deutsche Leichtathletik-Meisterschaften 2024 den Titel im Marathonlauf.
- Bernhard Obster, Tobias Anton, Tobias Steige und Arslan Muminovic gewann in der Altersklasse M35 bei den Deutsche Leichtathletik-Meisterschaften 2024 den Wettbewerb der 4x100-m-Staffel.

Ein weiterer Athlet aus den Reihen der LG Zusam ist Wolfgang Haupt, der 1989 für Bayer Leverkusen die Deutsche Meisterschaft im 100-Meter-Lauf gewann und 1993 im Viererbob Vizeeuropameister wurde.

## Handball
Die Handballabteilung des TSV Wertingen nimmt mit zwei Herrenmannschaften, einem Damenteam und acht Nachwuchsmannschaften am Spielbetrieb des Bayerischen Handballverbandes (BHV) teil. Größter Erfolg der Abteilung war die Südbayerische Meisterschaft und der damit verbundene Aufstieg in die Handball-Bayernliga (4. Liga). In der Saison 2024/25 spielt das Damen- und das Herrenteam in der Bezirksliga. 

### Erfolge
- Aufstieg in die Bayernliga (4. Liga) 1984
- Südbayerischer Meister 1984
- Aufstieg in die Bayerische-Landesliga 2016
- Meister Bezirksoberliga (Bayer. Schwaben) 2016